# Giuseppe Sessa
Giuseppe Sessa (Milano, 25 ottobre 1895 – Milano, 25 maggio 1985) è stato un cestista, rugbista a 15, calciatore e allenatore di rugby a 15 italiano.
Ha militato nella Nazionale di pallacanestro ed in quella di rugby; di quest'ultima è stato anche allenatore. Ha inoltre giocato in Prima Categoria di calcio con la maglia della Juventus Italia. Ha vinto scudetti nella pallacanestro e nel rugby (da giocatore e da allenatore).
In carriera ha disputato circa 500 partite di pallacanestro, 350 di calcio, e 100 di rugby.

## Carriera

### Pallacanestro
In carriera ha vinto tre scudetti: il primo nel 1923 con l'Internazionale Milano; i due successivi nel 1926 e nel 1927 con l'ASSI Milano.
Vanta una presenza con la maglia della Nazionale. Il 18 aprile 1927 scese in campo contro la Francia, in occasione della seconda partita della storia dell'Italia; vinsero gl'italiani 22-18, ma Sessa non realizzò alcun punto.

L'intera squadra di rugbisti dello S.C. Italia. In piedi da sin.: Mapelli (col cappello), Binda, il conte Jacini (dietro), Sessa, Caccianiga, Stucchi, Bricchi, Rampoldi (il presidente), Salvi, Dott. Paselli, Dupont, Quaranta e dirigente. In ginocchio da sin: Centenari, Cesani, Pagetti, Campagna, Marimonti. A terra: Maffioli, Cordex, Agosti e il massaggiatore.

### Rugby
Sessa disputò un incontro nella Nazionale di rugby a 15: il 29 maggio 1930 scese in campo a Milano contro la Spagna, in occasione del secondo incontro della storia della selezione italiana.
In carriera è stato giocatore e allenatore dell'Amatori Rugby Milano. Ha vinto 5 campionati da giocatore, dalla stagione 1929-1930 a quella 1933-1934; è subentrato a Julien Saby alla guida della squadra, vincendo scudetti anche da allenatore.

### Calcio
Sessa fu anche calciatore, di ruolo terzino destro; nel corso degli anni dieci militò infatti nella Juventus Italia Football Club, con cui disputò vari campionati di Prima Categoria per poi concludere la carriera in Prima Divisione 1923-1924.

## Palmarès

### Pallacanestro
- Campionato italiano: 3
Internazionale Milano: 1923, 1926, 1927

### Rugby a 15
- Campionati italiani: 5
Amatori Milano: 1929-30, 1930-31, 1931-32, 1932-33, 1933-34